# Isländska namnkommittén
Isländska namnkommittén (isländska: Mannanafnanefnd) är en isländsk språkvårdsinstitution. Den inrättades 1991 och ansvarar för införandet av nya förnamn till den isländska kulturen: de avgör om ett namn som inte tidigare används i landet är lämpligt att lägga till i det isländska språket. För att bli antaget får namnet endast innehålla bokstäver från det isländska alfabetet och använda sig av isländsk stavning. Namnet övervägs med hänsynstagande till isländsk namntradition och huruvida det kan ge bäraren besvär.
Kommittén består av tre tillsatta personer som är utsedda för en period om fyra år, en nomineras av Isländska språkkommittén, en av fakulteten för historia och filosofi på Islands universitet och en av juridiska fakulteten.